# سؤال (فیلم)
سؤال (هندی: सवाल)؛ فیلمی محصول سال ۱۹۸۲ و به کارگردانی رامش تالوار است. در این فیلم بازیگرانی همچون سانجیو کومار، وحیده رحمان، شاشی کاپور، پونام دیلون، راندهیر کاپور، سواروپ سامپات و پریم چوپرا ایفای نقش کرده‌اند.